# Camissombo
Camissombo (auch Kamissombo) ist eine Kleinstadt und eine Gemeinde in Angola.

## Geschichte
Unter portugiesischer Kolonialverwaltung wurde die Ortschaft zur Kleinstadt (Vila) erhoben. Sie trug den Namen Vila Veríssimo Sarmento, benannt nach dem portugiesischen Kolonialverwalter Veríssimo de Gouveia Sarmento (1850–1907).
Nachdem Angola 1975 seine Unabhängigkeit von Portugal erlangte, wurde der portugiesische Ortsname durch seine heutige Bezeichnung ersetzt.

## Verwaltung
Camissombo ist Sitz einer gleichnamigen Gemeinde (Comuna) des Landkreises (Município) von Lucapa in der Provinz Lunda Norte. Die Gemeinde Camissombo umfasst eine Fläche von 1080 km² und hat 5075 Einwohner (Schätzung 2014). Erst nach Abschluss der Volkszählung 2014 werden gesicherte Bevölkerungsdaten feststehen.
Neben dem Hauptort Camissombo liegen noch sechs Dörfer im Gemeindegebiet, darunter Muquita, wo 340 Veteranen des Bürgerkriegs leben.

## Gesundheit
Im Rahmen des staatlichen Wiederaufbaus nach Ende des Angolanischen Bürgerkriegs 2002 ist auch die Gemeinde Camissombo mit ersten Einrichtungen zur Gesundheitsversorgung ausgestattet worden. So unterhält das Krankenhaus der Kreisstadt Lucapa heute in allen vier Kreisgemeinden eine Gesundheitsstation, so auch in Camissombo, das zudem die Stationierung eines Rettungswagens erhielt. Nachdem 2012 nur sieben Ärzte im gesamten Kreis Lucapa arbeiteten, wurden in einem ersten Schritt elf weitere eingestellt, um auch in den Gesundheitsstationen außerhalb des Kreiskrankenhauses Ärzte vor Ort zu haben.
Seit Dezember 2010 verfügt Camissombo zudem wieder über eine öffentliche Trinkwasserversorgung. Die im Bürgerkrieg (1975–2002) zerstörten Anlagen wurden im Rahmen des staatlichen Programms Água para todos (port. für: „Wasser für alle“) neu errichtet.

## Bildung
Camissombo verfügt über eine Grundschule mit sechs Klassenräumen für zusammen 270 Schüler. Weiterführende Schulen sind in der Kreisstadt Lucapa angesiedelt.